# Rhagium mordax
Rhagium mordax је инсект из реда тврдокрилаца (Coleoptera) и фамилије стрижибуба (Cerambycidae). Припада потфамилији Lepturinae.

## Распрострањење и станиште
Настањује већи део Eвропе (изузев Норвешке и неких медитеранских острва). Има га у већем делу Србије, у равници је ређи него у брдско-планинском подручју. Омиљено станиште су пашњаци и ретке шуме у брдском подручју.

## Опис
Rhagium mordax је дугaчак 13—22 mm. Тело је обрасло сиво-жутим, густим длачицама. Покрилца су са по два уздужна ребра и две жућкастосмеђе, у средини подељене попречне штрафте који су са стране одвојене црном мрљом.

## Биологија
Ларва се развија 2-3 године у четинарском, али и листопадном дрвећу, како у старим стојећим, тако и у трулим и полеглим стаблима и дебелим гранама. Биљка домаћин може бити смрча, јела, храст, буква, јавор, питоми кестен, бреза, топола, липа или јова. Одрасли инсекти се могу наћи од маја до августа.